# Majsalun (Syria)
Majsalun – miejscowość w Syrii, w muhafazie Ar-Rakka, w dystrykcie Ar-Rakka. W 2004 roku liczyła 1766 mieszkańców.